# Feldkabelbau
Der Feldkabelbau gehört zu den leitergebundenen Kommunikationsmitteln.
Die Feldkabeltechnik wurde bereits in den Weltkriegen und früher auch von der deutschen Bundeswehr verwendet, die nun aber vermehrt auf Glasfaserkabel setzt. Sie wird heute noch vom Zivil- und Katastrophenschutz, insbesondere vom Technischen Hilfswerk (THW), eingesetzt. Ziel der Feldkabeltechnik bzw. OB-Technik ist es, schnell und behelfsmäßig das bestehende GSM- und Funknetz, das bei großen Einsätzen (wie ICE-Unglück von Eschede, Elbhochwasser etc.) überlastet oder unbrauchbar ist, zu ergänzen oder temporär abzulösen.
Das Technische Hilfswerk setzt neben der alten OB-Technik auch die AWITEL-Feldtechnik ein.

## Kabeltypen

### Feldkabel (Fkb)
Das verdrillte Feldkabel besteht aus zwei Adern. Diese werden als a-Ader und b-Ader bezeichnet (siehe dazu a/b-Schnittstelle). Das Feldkabel wird auf einer Feldkabeltrommel verwahrt. Eine Feldkabeltrommel umfasst in der Regel 800 m, kann aber bis zu 850 m Kabel aufnehmen. Eine Trommel wiegt mit Kabel etwa 14 kg und die Kabellänge hat einen Gleichstromwiderstand von etwa 100 Ohm. Eine kunststoffumhüllte Ader besteht aus drei verzinkten Stahldrähten und vier verzinnten Kupferdrähten. Der Durchmesser einer Ader beträgt 2,1 mm. Das Kabel hat eine Bruchlast von etwa 390 N/mm². Die Reichweite für Sprechverbindungen liegt unter günstigen Bedingungen (gutes Kabel, keine Störeinstrahlung, optimale Kabelführung) bei bis zu 15 km im Tiefbau (Verlegung am Boden) und bei bis zu 40 km im Hochbau (Verlegung über Masten, Bäume etc.).

### Feldfernkabel (FFkb)

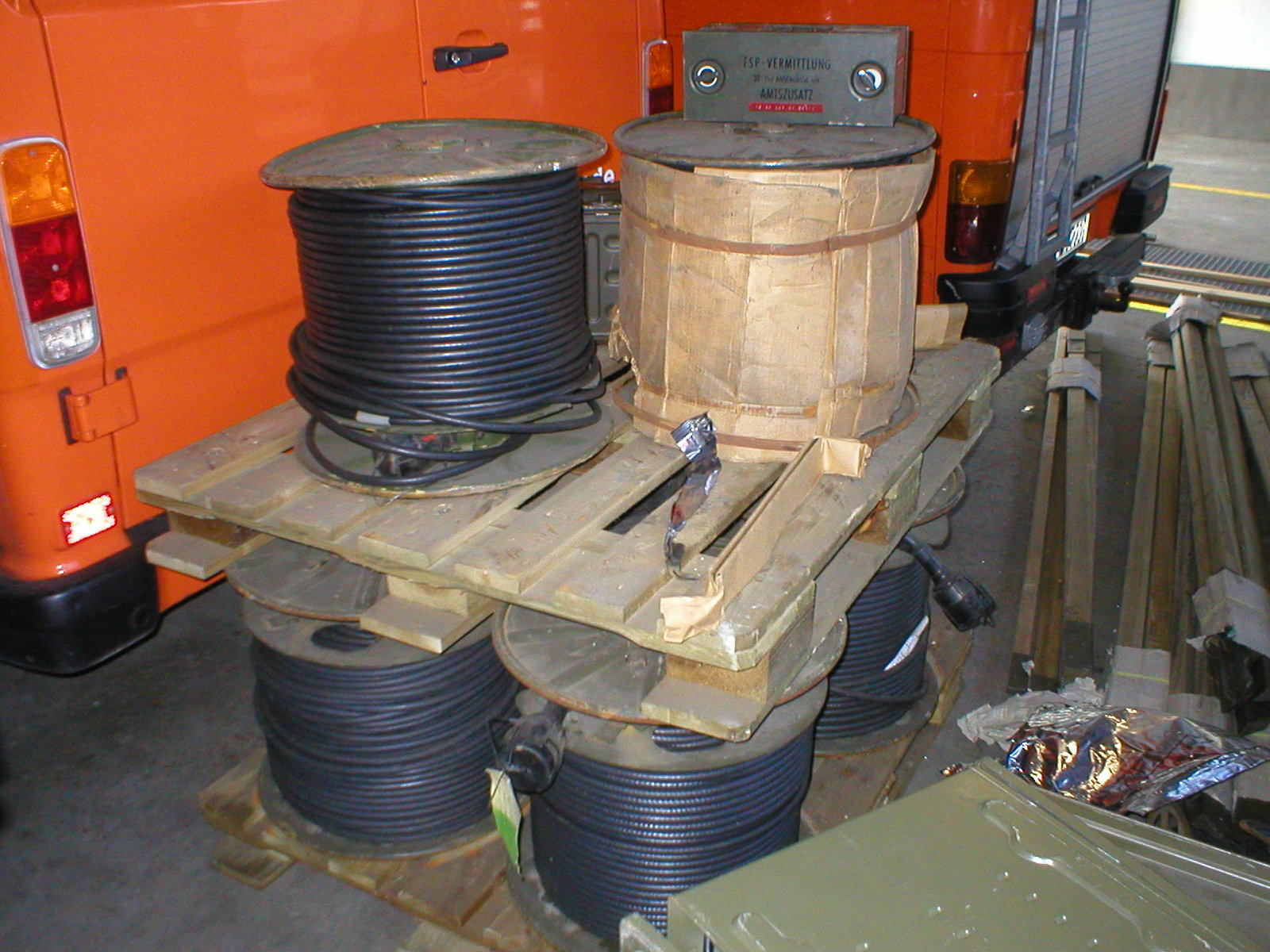
Mehrere Anschlusskabeltrommeln

Das Feldfernkabel mit runder Hülle besteht aus vier Adern (also zwei Paare oder auch zwei Doppeladern [DA]), ist kunststoffisoliert und geschirmt. Die Feldfernkabeltrommel umfasst 400 m Kabel und wiegt 45 kg. Durch den niedrigen Schleifenwiderstand von circa 20 Ohm pro Trommel  lässt sich eine Reichweite für Sprechverbindungen von 50 km erreichen.
Das Verbauen von Feldfernkabel ist aufgrund seines Gewichtes schwieriger, der Bautechnik des Feldkabels jedoch sehr ähnlich.

### Anschlusskabel (AnKb oder auch AKb)
Das Anschlusskabel ähnelt optisch dem FFkb, denn es wird auf ähnlichen oder gleichen Trommeln aufbewahrt. Die Stecker sind jedoch signifikant größer im Durchmesser. Das Kabel ist 20 polig, also 10 paarig (auch als 10" bezeichnet). Pro Länge sind es 230 m.

### 30-polige Verbindungskabel (VerBkb)
Die kurzen (üblich 1–10 m, selten bis 30 m) Kabel dienen zum Verbinden zwischen den Zehnervermittlungen und Blitzanschlusskästen oder Anschlusskästen. Trotz ihrer 30 möglichen Kontakte werden oft nur 10 Paare, also 20 Pole, verwendet. Es existieren Adapter auf Anschlusskabel.

## Blitzschutz
Der Überspannungsschutz bzw. Blitzschutz ist auf beiden Fernmeldeleitungsenden in Abhängigkeit von der Leitungslänge zu verbauen. Dabei ist bei Zelten ohne Boden aber zu beachten, dass der Erdungspunkt 20 m vom eigentlichen Zelt entfernt bleiben muss.
Im feldmäßigen Betrieb mit OB-Technik gibt es selten Probleme. Für ZB (analog) und besonders für DSL (UK0) ist auf die Durchbruchspannung des Überspannungsableiters zu achten.

### Blitzschutzpatronen
Das Funktionsprinzip der Blitzschutzeinrichtung ist vergleichbar mit einer Schmelzsicherung, nur dass die Füllung der Patrone kaum leitet und erst bei Überspannung leitend wird. Somit verbindet die Patrone die Fernmeldeleitung (jede Ader separat) mit der Erdungseinrichtung und soll so schädigende Ströme erdwärts abführen.

Glaspatronen mit rotem Ring enthalten radioaktives Gas. Deshalb sind sie fachgerecht zu entsorgen. Bei Zerbrechen der Glaspatrone in geschlossenen Räumen muss der Raum sofort gelüftet und zu anderen Räumen luftdicht abgeschlossen werden; er darf dann für mindestens 30 Minuten nicht betreten werden.

### 10er Blitzschutzanschlusskasten
Der 10er-Blitzanschlusskasten verfügt über zehn Dreh-Klemmenpaare, Erdungsanschluss, 30-polige Messerbuchse (auch Leiste genannt) und 20 Blitzschutzpatronen.
Anwendung:
- Anschluss von feldmäßigen Fernmeldeleitungen über die Blitzschutzeinrichtung auf OB/ZB-Vermittlungen oder TK-Anlagen
- Verteiler, um von einem AKb über einen Adapter auf 30-polige Messerleiste auf einzelne Klemmen (10 Paare) zu adaptieren.
- nicht bei DSL verwenden.

### Anschlusskasten AK 70
Der Anschlusskasten AK 70 verfügt über 30 Federklemmenpaare, Erdungsanschluss, zwei 30-polige Messerbuchsen (auch Leiste genannt) und 30 Blitzschutzpatronen.
Anwendung:
- Anschluss von feldmäßigen Fernmeldeleitungen über die Blitzschutzeinrichtung auf OB/ZB-Vermittlungen oder TK-Anlagen
- Verteiler, um von einem AKb über einen Adapter auf 30-polige Messerleiste auf einzelne Klemmen (AKb verwendet nur zehn Paare) zu adaptieren.
- Durchschleifen von AKb mittels zwei Adapter auf Messerleiste, so dass zehn Paare auf Einzelkontakten abgegriffen werden können
- Verbindung zweier AK 70 mittels 30-poligem Kabel für 15-paarige Beschaltung
- Mischbetrieb möglich (1 a/b bis 10 a/b sind kompatibel mit 10er Blitzschutz und AKb), 11a/b bis 15a/b nur kompatibel bei direkter Verbindung mittels 30-poligem Kabel und weiterem AK 70

### Ein- und zweipaariger Blitzschutz
Umgangssprachlich „NATO-Brötchen“ genannt. Olives Kästchen, etwas größer als ein Bierdeckel und gut 5 cm dick, außenliegende Erdungsschraube, aufklappbar, umlaufende Dichtungslippe, innen vier oder acht Klemmen und zwei oder vier Blitzschutzpatronen.
Montage mittels einer Erdungsschiene (Blechstreifen) direkt am Erdungsspieß, so dass der Blitzschutz nicht auf dem Boden und somit im Wasser liegt.

## Bautechnik

### Bautrupp
Der Bautrupp besteht aus einem Truppführer und mehreren Fernmeldern. Beim THW übernimmt diese Aufgabe die Fachgruppe Kommunikation des Fachzug Führung/Kommunikation (FZ FK).
Beim DRK übernimmt der Fachdienst IuK (Information und Kommunikation) (Fernmeldedienst), dort insbesondere der Fernmeldebautrupp, diese Aufgabe.

### Bauarten
Es werden drei Bauarten unterschieden:
- Hochbau bedeutet, dass das Feldkabel so hoch wie möglich (typisch 4,50 m bis 5,50 m) verbaut wird, um die Dämpfung durch z. B. feuchtes Gras zu reduzieren und um Beschädigungen oder Sabotage zu vermeiden oder zumindest zu erschweren. Deshalb ist der Hochbau die zu bevorzugende Bauart. Die Mindestbauhöhe muss so hoch sein, dass LKW (4,20 m) darunter hindurchfahren können.
- Der Tiefbau ist die schnellste Bauweise, da das Kabel einfach auf dem Boden ausgelegt wird. Allerdings muss darauf geachtet werden, dass das Kabel so verlegt ist, dass niemand versehentlich darüber stolpert.
- Im geschützten Tiefbau wird das Kabel in den Boden eingegraben. Diese Methode hat den höchsten Zeit- und Arbeitsaufwand, stellt jedoch die geringste Behinderung für Personen und Verkehr dar und ist am besten gegen Spionage und Sabotage geschützt.

### Bauausführung
Der Feldkabelbau kann in zwei Bauweisen ausgeführt werden:
- Beim geschlossenen Bau wird das Feldkabel in einem Arbeitsgang ausgelegt und sofort verbaut. Diese Bauweise empfiehlt sich, wenn das unverbaute Feldkabel eine Gefahr darstellt. Diese Bauweise wird von einem Bautrupp ausgeführt.
- Bei der getrennten Bauweise wird das Feldkabel im ersten Arbeitsgang ausgelegt und im zweiten Arbeitsgang verbaut. Diese Bauweise empfiehlt sich, wenn das ausgelegte Feldkabel keine Gefahr darstellt, da die Leitung dann schneller zur Verfügung steht. Diese Bauweise kann von einem oder mehreren Bautrupps, zueinander oder auseinander arbeitend, ausgeführt werden und kann entsprechend mehr Personal benötigen.

### Baugeräte

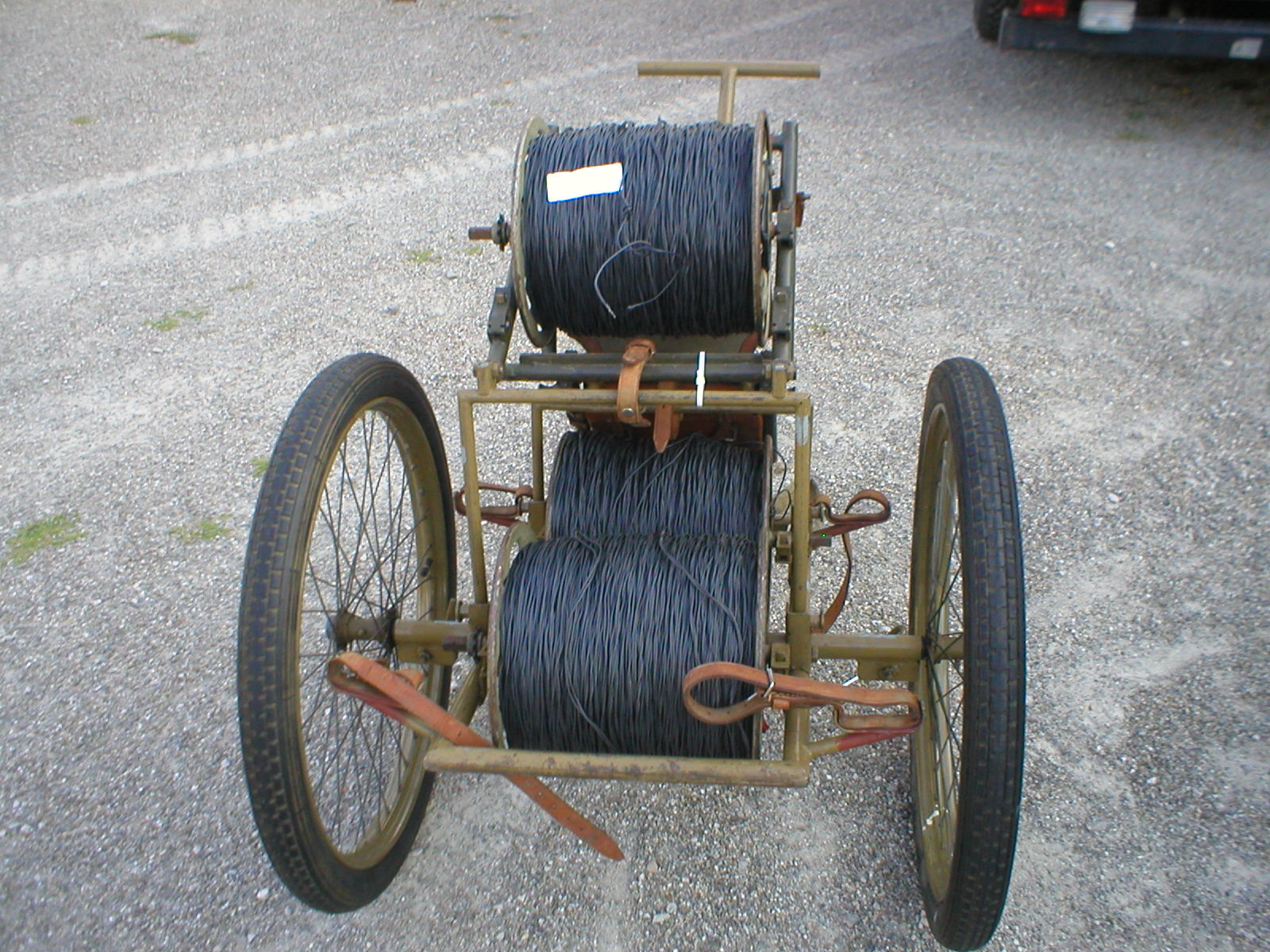
Baukarren (Sulki) mit 2 abnehmbaren luftbereiften Rädern, Deichsel mit T-Handgriff, beladen mit Rückentrage und 3 Feldkabeltrommeln

Die wichtigsten Geräte beim Feldkabelbau sind:
- Rückentrage: Auf der Rückentrage wird die Feldkabeltrommel transportiert. Beim Kabelauslegen wird sie auf dem Rücken getragen, beim Aufnehmen vor dem Bauch. Zum Aufnehmen wird zusätzlich eine Führungseinrichtung für das Kabel (Spindel und Schiffchen) angebaut. Die Rolle kann insbesondere zum Kabelaufnehmen gekurbelt werden.
- Drahtgabel: Mit den Drahtgabeln wird das Feldkabel im Hochbau verlegt und die Bauhaken verbaut.
- Bauhaken: Mit den Bauhaken wird ermöglicht, das Feldkabel an hohen Stellen zu verbauen, die keine natürlichen oder bautechnischen Ablagepunkte für das Feldkabel haben.
- Baustangen mit Verlängerungsstücken: Mit Baustangen wird das Feldkabel im Hochbau verlegt, wenn keine andere Möglichkeit besteht. Baustangen werden in der Regel besonders für Straßenübergänge benötigt. Mit zwei Baustangen (je 2,25 m) und einer Verlängerung (1,25 m) sind bis zu 5,50 m Bauhöhe erreichbar.
- Ankerpfähle und -seile: Baustangen werden mit Ankerpfählen und -seilen abgespannt und verankert.
- Pfahleisen: Mit Pfahleisen werden Löcher für das Setzen von Baustangen geschaffen.
- Erdleitungsrohre und -stecker: Mit Erdleitungsrohren und -steckern wird eine Erdverbindung (Masse) hergestellt.
- Blitzschutzanschlussleisten: An den Blitzschutzanschlussleisten werden die Enden des Feldkabels angeschlossen, um Überspannungen durch Blitze, die in das Feldkabel schlagen könnten, noch vor dem Feldtelefon in den Boden abzuleiten. Es gibt zum Beispiel Leisten mit zehn Anschlüssen (10-paarig) oder mit nur einem Anschluss (1-paarig).
- Fernsprechbaukarren: Mit Hilfe des Baukarrens wird das notwendige Baumaterial transportiert, sofern kein Kraftfahrzeug zur Verfügung steht oder das Gelände keine Kraftfahrzeuge zulässt. Auf dem Baukarren wird eine Rückentrage befestigt, in der die Trommel zum Auslegen befestigt ist. Zwei weitere Trommeln können als Reserve mitgeführt werden, daneben knapp über Achshöhe angegurtet Drahtgabel, Baustangen, Pfahleisen und Ankerpfähle.